# Товариство боротьби з розпустою

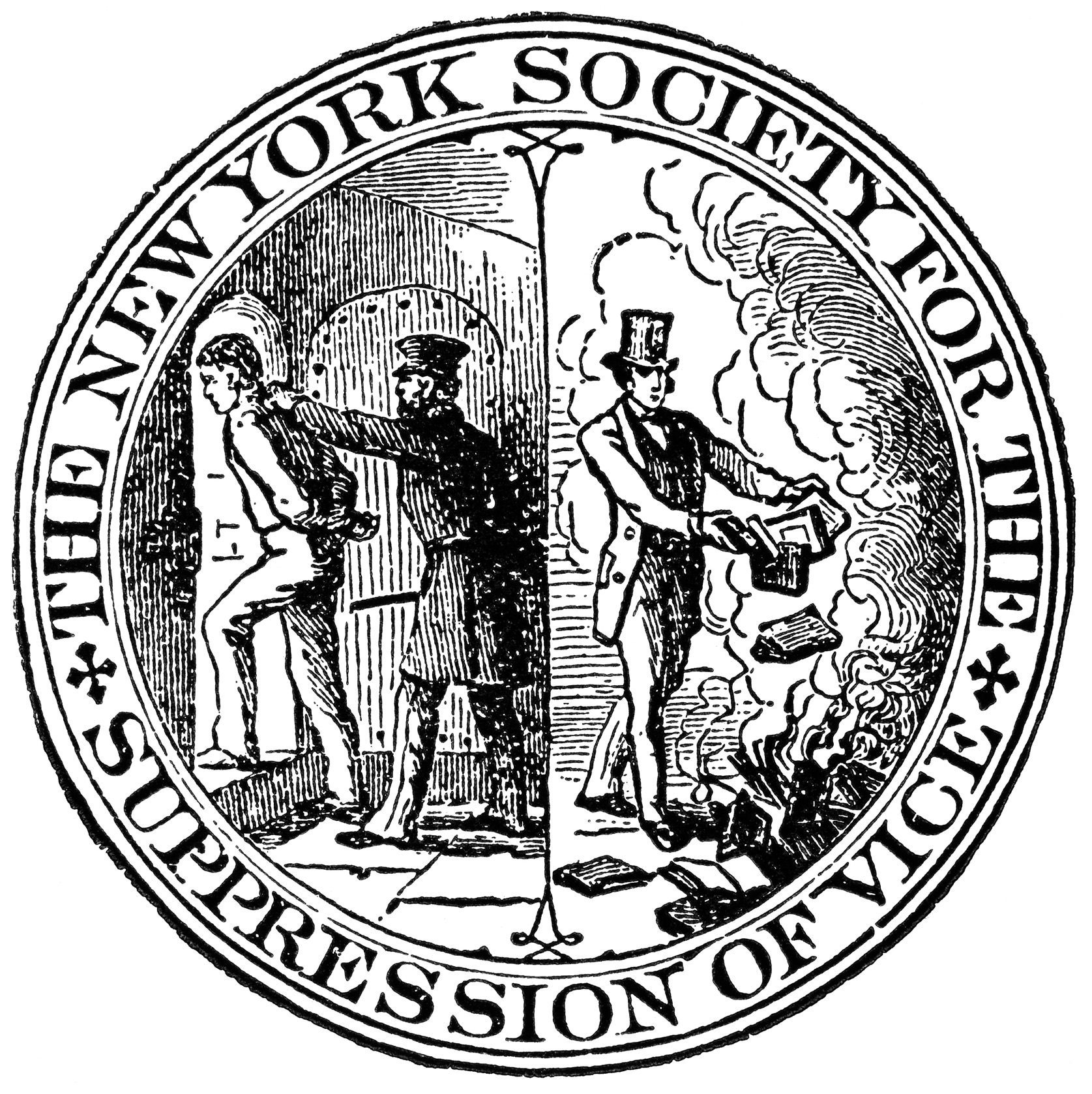
Логотип Нью-Йоркського товариства бортьби з розпустою, кінець 19 ст.

Товариство боротьби з розпустою(англ. Society for the Suppression of Vice буквально «товариство придушення зла») консервативне і реакційне товариство, засноване у Британії як реакція на радикалізм та антиклерикалізм Французької революції 1789-1793 рр.

## Прокламація короля

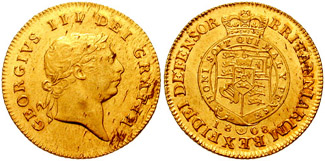
Золота гінея короля Георга ІІІ, 1789 р.

Приховуванням бездіяльності в управлінні суспільством була «Прокламація придушення зла», оприлюднена королем Великої Британії Георгом ІІІ у 1787 році. 1789 року в Парижі розпочалася Французька революція, за подіями котрої з острахом і роздратуванням спостерігали в консервативній Британії. Найбільше занепокоєння викликали якобинські заходи проти церкви як такої, розпосюдження атеїзму та захоплення майна покинувших країну аристократів з метою їх перепродажу на користь нового уряду та його армії.
Превентивні (профілактично-попереджувальні) заходи в Британії відбулися негайно. Запрацювала британська цензура. Британські карикатуристи були залучені до тривалої кампанії ганьби задля всілякого зниження авторитету якобінців та їх політики. Серед практичних дій — придушення в королівстві. У роки революції в Шотландії було створене «Товариство друзів народу», керував яким доктор Мюр. Вже 1793 року його притягли до суду в ліберальній Британії і засудили до чотирнадцяти (14) років каторжних робіт (!).

## Історія
Британське товариство боротьби з розпустою було засноване Вільямом Вілберфорсом (1759—1833) 1802 року. Вілберфорс на початку 19 століття перейшов на консервативні позиції і підтримував політично репресивні закони. Формально заснування Товариства боротьби з розпустою було оголошене як продовження королівської «Прокламації придушення зла» та спрямовано на протистояння хвилі непристойності (з міркувань обивательської релігійної моралі). Сам Вілберфорс постійно читав Біблію і намагався запроваджувати біблійні норми в життя британського суспільства.
Товариство боротьби з розпустою мало на меті переслідування тих осіб, які зловживали алкогольними напоями, богохульників, пристрасних до лайки та проклять, розпусників, всіх схильних до аморальних та незаконних практик. Створення нового товариства в суспільстві зустріли байдуже, адже ніхто не скасовував в Британії поліцію чи закони. Вілберфорс створенням товариства переслідував мету збільшення власного політичного впливу на суспільство, впливу політичного і діяльного.
1803 року була оприлюднена програма конкретних дій товариства, де наголосили на боротьбі з богохульством і лайками, книг і видань з описами розбещення, фальшування вагів у торгівлі, утримання будинків розпусти та ігорного бізнесу. Серед переслідування товариством були також фальшиві лотереї та жорстоке поводження людей з тваринами. Але відсутність чіткості в програмі відкривало право переслідувати кого завгодно, окрім прихильників самого товариства. Все це сприяло криміналізації бізнесменів і народженню вузької і заборонної моралі, яка пізніше отримала назву вікторіанство.
Породженням практики товариства боротьби з розпустою було прийняття у Британії Закон про непристойні публікації у вересні 1857 року, що розв'язував руки цензурним заборонам (серед заборон — інформація про біологію людини та засоби запобігання небажаних вагітностей). Товариство боротьби з розпустою існувало ще до 1880-х років. Кількість постраждалих невідома, адже безкарно десятиліттями карали тюремним ув'язненням, штрафами та каторжними роботами. Під час слідства над жертвами були запроваджені конфіскації підозрілих речей, заборонених видань та їх знищення без відшкодування збитків за знищене приватне майно (!). 1885 року Національна асоціація Пильних приєднала до себе Товариство боротьби з розпустою, перебраши на себе його функції.
Наприкінці 19 ст. аналогічне Товариство боротьби з розпустою запрацювало у Нью-Йорку, США.